# Payson (Utah)
Pour les articles homonymes, voir Payson.
La ville de Payson est située dans le comté d'Utah, dans l’État de l’Utah, aux États-Unis. Sa population s’élevait à 18 294 habitants lors du recensement de 2010, estimée à 19 810 habitants en 2016.

## Histoire
Payson a été fondée en 1850 par seize familles membres de l’Église de Jésus-Christ des saints des derniers jours. Elle s’appelait alors Peteetneet Creek, du nom d’un chef amérindien ute. Elle prend son nom actuel l’année suivante en hommage à James Pace, l’un de ces pionniers. Elle est incorporée le 21 janvier 1853.

## Personnalité liée à la ville
La chanteuse Jewel est née à Payson en 1974.

## Source
- (en) Cet article est partiellement ou en totalité issu de l’article de Wikipédia en anglais intitulé « Payson, Utah » (voir la liste des auteurs).